# Антихрист
Антихрист (грч. Ἀντίχριστος; хебр. אנטיכריסט) или Лажни Месија (грч. Ψευδός Μεσσίας; хебр. משיח שקר‎‎) у хришћанству се генерално сматра фигуром зла која ће лажно тврдити да је Христос (Месија), главни непријатељ Христа. Термин Антихрист се у Новом завјету помиње пет пута у Првој и Другој посланици Јовановој, једном у множини и четири пута у једнини.
Исус, за кога хришћани вјерују да је старозаветни месија (Христос), појавиће се у свом Другом доласку на Земљу да би се суочио са Антихристом, који ће се сматрати највећим лажним месијом у хришћанству. Као што је Христос спасилац и идеалан модел за човјечанство, његова супротност ће бити јединствена фигура концентрисаног зла, према Бернанду Макгину.
У исламској есхатологији, Ел Масих ед Даџал (арап. المسيح الدجّال‎‎) је антимесијска фигура (слична хришћанском концепту Антихриста), који ће се појавити како би преварио човјечанство прије другог доласка „Исе”, како је Исус познат међу муслиманима.
У неким школама нелегалистичке средњовјековне јеврејске есхатологије, упоредива антимесијска фигура, син дјевице, који се зове Армилус, краљ је који ће се појавити на крају времена против Месије и он ће га побједити након што Израел проживи много страдања. Концепт лажног месије је одсутан у традиционалном јудаизму; међутим, у средњовјековној дијаспори, његово неизбјежно уништење описивано је као симбол коначне побједе доброг над злом у месијском добу.

## Етимологија
Ријеч „антихрист” настала је комбиновањем два коријена: анти (грч. αντί) и Христос (грч. Χριστός). Анти не значи само „против” и „супротно”, него и „умјесто”. Христос грчка ријеч за хебрејског Месију (хебр. מָשִׁיחַ). И Христос и Месија дословно значе „Помазаник” и односе се на Исуса из Назарета, у хришћанској, јудејској и исламској теологији.